# Лепрозорий

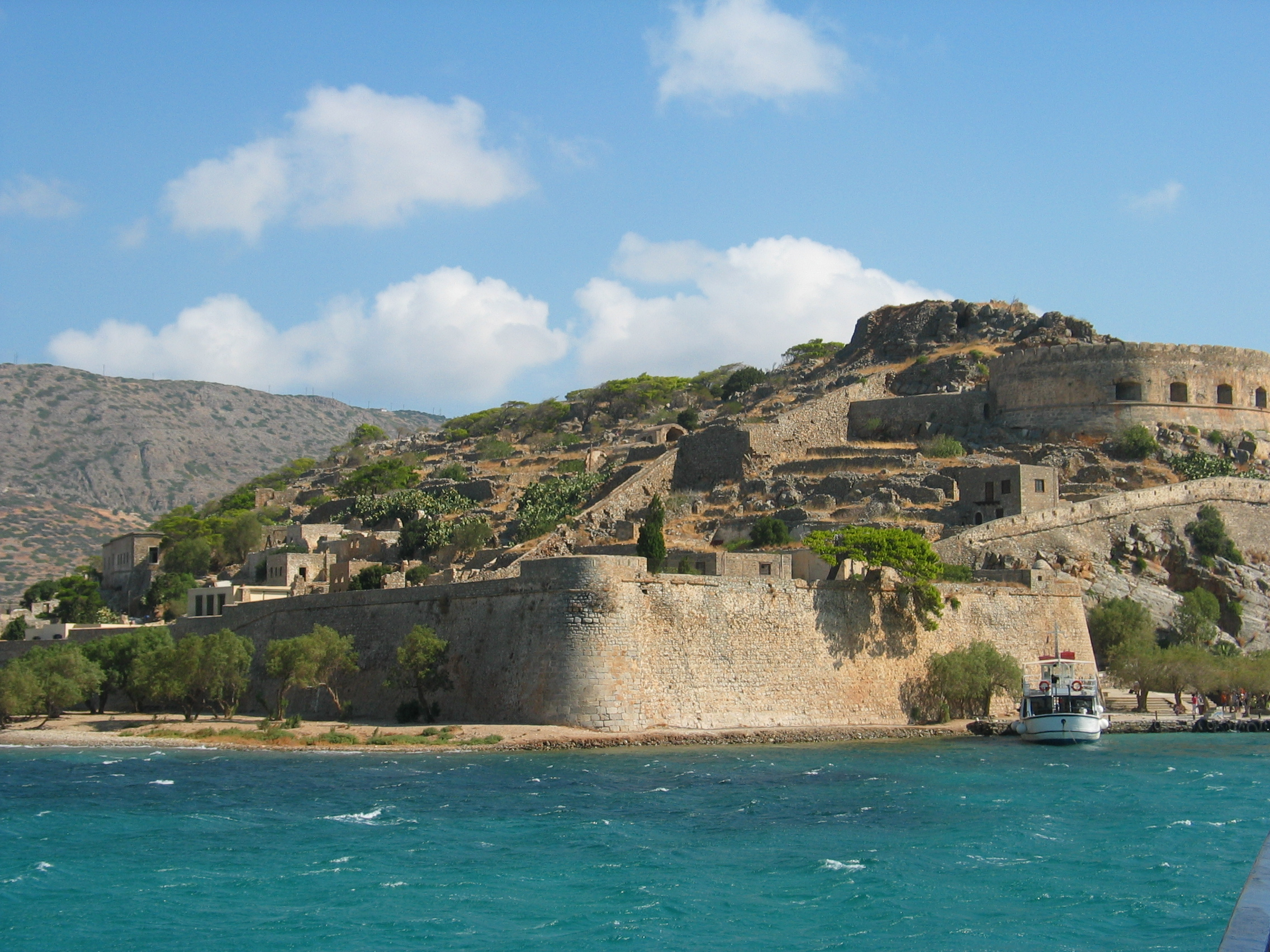
Бывший лепрозорий на острове Спиналонга

Лепрозо́рий (лат. leprosorium, от позднелат. leprosus — прокажённый, от др.-греч. λέπρη — проказа и ζῷον — животное) — специализированное лечебно-профилактическое учреждение, занимающееся активным выявлением, изоляцией и лечением больных лепрой. Лепрозорий также — организационно-методический центр по борьбе с проказой.
Лепрозории организуют в эндемичных зонах и обычно в сельской местности.  В состав современного лепрозория обычно входят стационар, амбулатория и эпидемиологический отдел. Больным предоставляются жилые дома, они имеют подсобные хозяйства для занятий сельскохозяйственными работами и различными ремёслами. В зависимости от типа и тяжести заболевания больные пребывают в лепрозории от нескольких месяцев до нескольких лет. Обслуживающий персонал обычно проживает также на территории лепрозория в зоне, условно отделённой (например, зелёными насаждениями) от зоны проживания больных.

## История
В средневековой Европе лепрозориями служили обычно церковные сооружения, такие как Часовня прокажённых в Кембридже. Во Франции организовывать лепрозории начали уже в VI веке, а в 1226 году их там было около двух тысяч. В начале XIII века лепрозориев в Европе было около 19 тысяч. Обычно средняя продолжительность жизни прокаженного в лепрозории составляла от 3 до 5 лет. Бывало, что знатные семьи резервировали для себя места в лепрозориях, делая пожертвования. Во многом жизнь обитателей лепрозория напоминала монашескую, и в XII–XIII веках это даже вызывало споры о том, следует ли приравнивать их к монахам. 
В начале XVI века эпидемия лепры в Европе пошла на спад, и с тех пор в Европе она встречалась, в основном, лишь в  Скандинавии, Прибалтике и странах Южной Европы. В 1664 году закрылся последний лепрозорий во Франции. Многие лепрозории были превращены в приюты для душевнобольных.

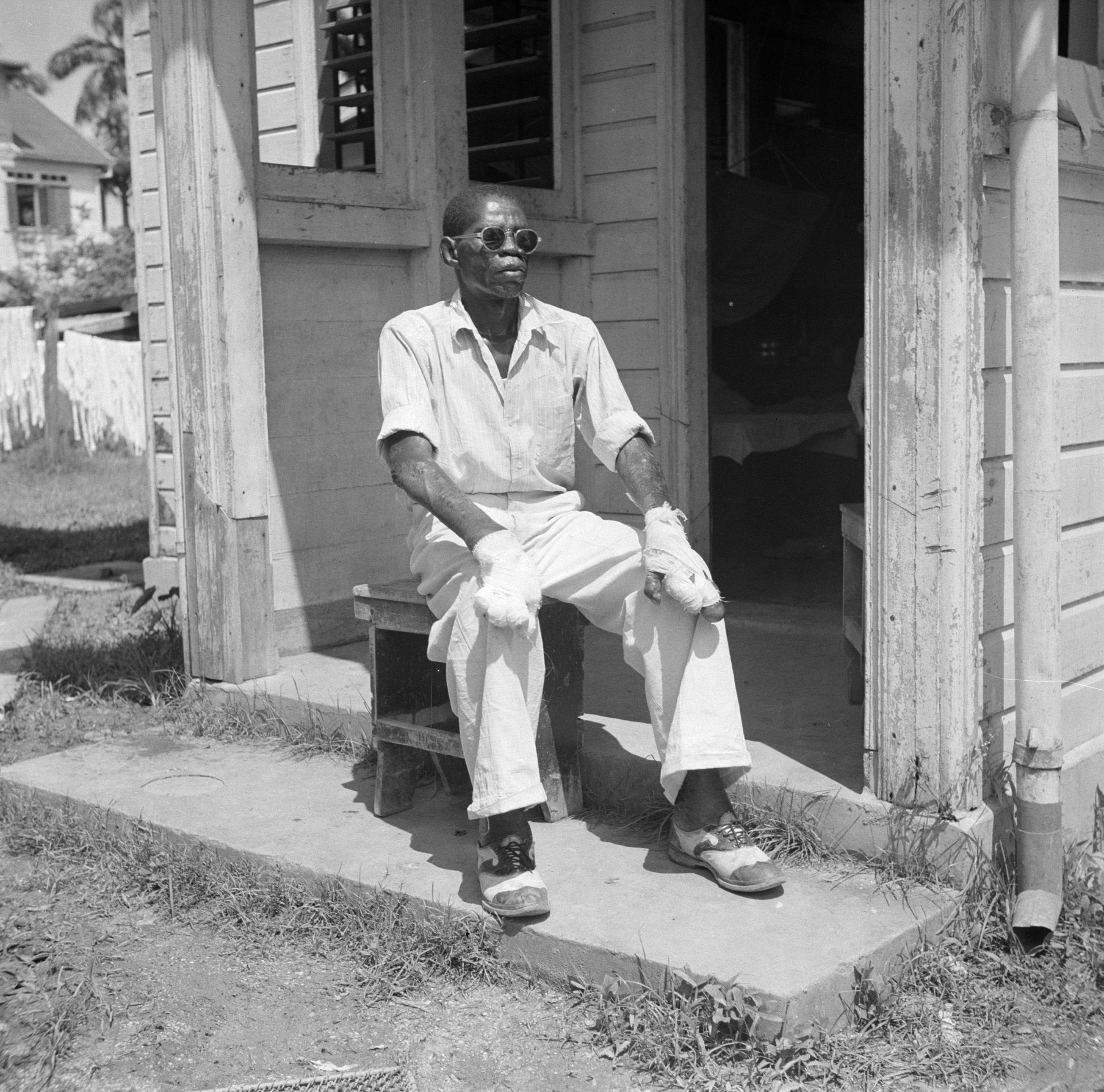
Пациент лепрозория в Суринаме, 1947 год

В середине XIX века лепра стала стремительно распространяться на Гавайских островах, и на острове Молокаи было создано поселение для прокажённых. К 1873 году около 600 насильственно отправленных туда больных жили там в нищете и без всякой медицинской помощи. Прибывший туда бельгийский католический священник Дамиан де Вёстер добился того, что там были построены больницы, школы, церковь, два водопровода. Прожив 16 лет среди прокаженных, отец Дамиан заболел лепрой и умер. В 2009 году он был причислен к лику святых.

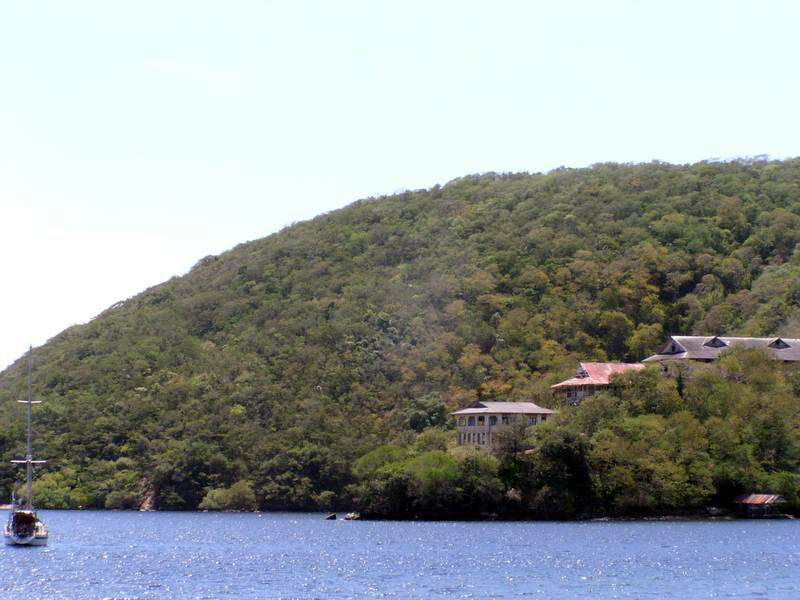
Заброшенный лепрозорий на острове Чакачакаре, Тринидад и Тобаго

В 1931 году закон о принудительной изоляции всех больных лепрой был принят в Японии. С больными в японских лепрозориях обращались, как с заключенными, заставляя тяжело работать. Заболевшие лепрой мужчины подвергались кастрации, а женщины — насильственному прерыванию беременности.
В Российской империи лепра встречалась в XVIII веке в землях донских казаков, где её называли «крымской болезнью» или просто «крымкой». Там был создан первый лепрозорий — Васильевский дом для одержимых Крымской болезнью. В 1860-е — 1870-е годы лепрозории на Дону и в Терской области были закрыты, так как возобладало мнение, что лепра не заразна, а передаётся по наследству. Однако после того как норвежский врач Герхард Хансен в 1873 году открыл возбудитель лепры, в конце 1880-х годов начались работы по восстановлению лепрозориев. В 1827 году появилось первое сообщение о случаях проказы в Якутской области. Там британская сестра милосердия Кэт Марсден в 1892 году основала колонию для прокаженных на месте нынешней деревни Сосновка в Вилюйском улусе.
В советский период строились новые лепрозории, реконструировались существовавшие прежде. Когда после Второй мировой войны были найдены лекарственные средства против возбудителей лепры, она стала полностью излечима.

## В современной России
В Российской Федерации в настоящее время действуют три лепрозория:
- Сергиево-Посадский филиал Государственного научного центра дерматовенерологии Федерального агентства по здравоохранению (прежде Научно-исследовательская лаборатория иммунохимиотерапии лепры [НИЛИЛ]) — Московская область, Сергиево-Посадский район, Березняковское сельское поселение, пос. Зелёная Дубрава[7][8];
- ФГУЗ Терский лепрозорий — Ставропольский край, Георгиевский район, пос. Терский[9];
- ГУЗ Лепрозорий департамента здравоохранения Краснодарского края — Краснодарский край, Абинский район, пос. Синегорск[10].

В России строгой изоляции больных лепрой в настоящее время нет, только в активной стадии, или при запущенной лепре (лепроматозный тип лепры) больные госпитализируются для проведения первого курса противолепрозного лечения. В среднем в течение трех лет они находятся в противолепрозном учреждении, а потом, если ход болезни замедляется, если в течение последнего года они не выделяют микобактерий лепры, то больные подлежат выписке.

## Культурный след
- Роман Георгия Шилина «Прокажённые» повествует о жизни в советском лепрозории.
- Борис Жилин в своем романе «Люди без колокольчиков» описывает жизнь в лепрозории Астраханской области.
- В одном из рассказов о Шерлоке Холмсе под названием "Солдат с бледным лицом" один из героев ошибочно считается прокажённым.

### В нумизматике и бонистике
- Существует ряд монет, бывших в обращении на территории лепрозориев[12].

### В музыке
- У российской рок-группы «Крематорий» есть песня «Лепрозорий».
- Альбом Leprosy американской дэт-метал-группы Death 1988 года.
- Норвежская прогрессив-рок группа Leprous, название которой напрямую связано с лепрой.

### В кино
- В 10 серии 3 сезона "Секретных материалов" (the X files) Скалли обнаружила заброшенный секретный лепрозорий и его обитателей.
- В 13 серии 1 сезона «Доктор Хаус». Последний в США лепрозорий в Луизиане.
- «Судный день[англ.]» — драма о египтянине, заражённом проказой.
- «Блеф» (фильм, 1976) — главные герои разыгрывают аферу, где Энтони Куин играет больного проказой.
- «Река» (фильм, 2002) — незаконченный фильм режиссёра Алексея Балабанова, снятый по произведению Вацлава Серошевского «Предел скорби».
- «V значит Вендетта» (фильм, 2005) — ведущий по ТВ называет лепрозорием США.